# 30 Korpus Pancerny (ZSRR)
30 Korpus Pancerny (ros. 30-й танковый корпус) – jednostka pancerna Armii Czerwonej z okresu II wojny światowej.
30 Korpus Pancerny (30 KPanc.) sformowany został rozkazem z 24 lutego 1943. W dniu 17 lipca na wyposażeniu 30 KPanc. były m.in. czołgi: T-34, szt. 202, T-70 szt. 7 i wozy opancerzone BA-64 szt.68. Brał udział w bitwie na łuku kurskim będąc w składzie 4 Armii Pancernej. Na mocy rozkazu z 23 października 1943 30 KPanc. został przemianowany na 10 Gwardyjski Korpus Pancerny.

## Dowództwo korpusu
Dowódcy: 
- płk Wadim Sokołow (26.02.1943 - 27.03.1943),
- gen. por. Georgij Rodin[3] (18.03.1943 - 23.10.1943)[1].

Szefowie sztabu:
- płk Borys Jeremiew (07.05.1943 - 21.09.1943),
- gen. mjr Michaił Fomiczow (21.09.1943 -	[1].

## Struktura organizacyjna
- 197 Brygada Pancerna,
- 243 Brygada Pancerna,
- 244 Brygada Pancerna,
- 30 Brygada Piechoty Zmotoryzowanej[1].